# Weyburn-Bengough (circonscription saskatchewanaise)
Pour les articles homonymes, voir Weyburn et Big Muddy.
Circonscription électorale provinciale du Canada
Weyburn-Big Muddy est une circonscription électorale provinciale de la Saskatchewan au Canada. Elle est représentée à l'Assemblée législative de la Saskatchewan depuis 1995.

## Géographie
La circonscription comprend les villes de Weyburn, Willow Bunch, Coronach, Omega et Bengough, ainsi que les villages de Minton, Pangman et McTaggart (en).
En 2024, la circonscription comprend :
- Les communautés de Weyburn, Bengough, Omega, Ceylon (en), Pangman, Trossachs (en), McTaggart (en), Cedoux (en), Yellow Grass, Lang (en), Parry (en), Truax, Kayville (en), Colfax (en), Lang (en), Truax, Milestone, Bayard (en), Galilee (en), Spring Valley (en), Avonlea, Wilcox, Gray (en), Rieton (en), Sedley (en) et Kronau (en).
- Les municipalités rurales de The Gap No 39 (en), Bengough No 40 (en), Weyburn No 67 (en), Brokenshell No 68 (en), Norton No 69 (en), Key West No 70 (en), Wellington No 97 (en), Scott No 98 (en), Caledonia No 99 (en), Elmsthorpe No 100, Terrell No 101 (en), Francis No 127 (en) (partie), Lajord No 128 (en), Bratt's Lake No 129 (en),

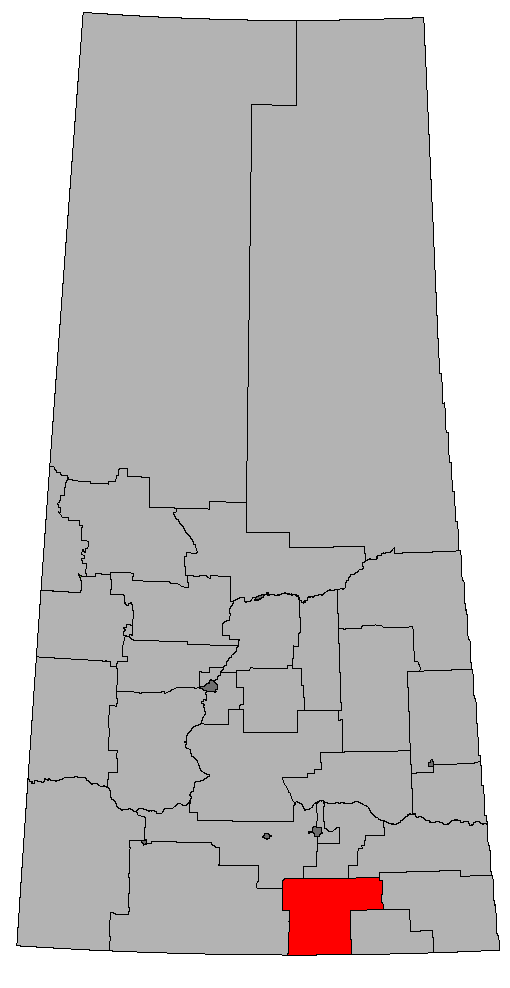
Frontière de la circonscription en 2016.
Frontière de la circonscription en 2022.

## Liste des députés
| Parlement                                              | Années                                                 | Député                                                 | Député                                                 | Parti                                                  |
| Weyburn-Big Muddy                                      | Weyburn-Big Muddy                                      | Weyburn-Big Muddy                                      | Weyburn-Big Muddy                                      | Weyburn-Big Muddy                                      |
| Circonscription issue de Bengough-Milestone et Weyburn | Circonscription issue de Bengough-Milestone et Weyburn | Circonscription issue de Bengough-Milestone et Weyburn | Circonscription issue de Bengough-Milestone et Weyburn | Circonscription issue de Bengough-Milestone et Weyburn |
| ------------------------------------------------------ | ------------------------------------------------------ | ------------------------------------------------------ | ------------------------------------------------------ | ------------------------------------------------------ |
| 23e                                                    | 1995–1999                                              |                                                        | Judy Bradley                                           | Néo-démocrate                                          |
| 24e                                                    | 1999–2003                                              |                                                        | Brenda Bakken-Lackey                                   | Saskatchewanais                                        |
| 25e                                                    | 2003–2006                                              |                                                        | Brenda Bakken-Lackey                                   | Saskatchewanais                                        |
| 25e                                                    | 2006-2007                                              | Dustin Duncan                                          |                                                        | Saskatchewanais                                        |
| 26e                                                    | 2007–2011                                              | Dustin Duncan                                          |                                                        | Saskatchewanais                                        |
| 27e                                                    | 2011–2016                                              | Dustin Duncan                                          |                                                        | Saskatchewanais                                        |
| 28e                                                    | 2016–2020                                              | Dustin Duncan                                          |                                                        | Saskatchewanais                                        |
| 29e                                                    | 2020–2024                                              | Dustin Duncan                                          |                                                        | Saskatchewanais                                        |
| Weyburn-Bengough                                       |                                                        |                                                        |                                                        |                                                        |
| 30e                                                    | 2024–en cours                                          |                                                        | Michael Weger (en)                                     | Saskatchewanais                                        |